# Thinking About You (Calvin Harris)
Thinking About You is een nummer van de Schotse dj Calvin Harris uit 2013, ingezongen door de Jordanese zangeres Ayah Marar. Het is de achtste en laatste single van zijn derde studioalbum 18 Months.
Het nummer werd een grote hit in Harris' thuisland het Verenigd Koninkrijk, waar het de 8e positie behaalde. Ook in veel andere landen werd het nummer een (bescheiden) hit. In de Nederlandse Top 40 haalde "Thinking About You" de 18e positie, in de Vlaamse Ultratop 50 kwam het twee plekken lager.